# Parilyrgis bisinuata
Parilyrgis bisinuata är en fjärilsart som beskrevs av George Francis Hampson 1926. Parilyrgis bisinuata ingår i släktet Parilyrgis och familjen nattflyn. Inga underarter finns listade i Catalogue of Life.